# Simão Mathias
Simão Mathias (São Paulo, 12 de dezembro de 1908 – 25 de agosto de 1991) foi um químico, pesquisador e professor universitário brasileiro.
Simão foi um dos quatro alunos da primeira turma do curso de química da recém inaugurada Universidade de São Paulo (USP), em 1935 e o primeiro doutorando em ciências da faculdade.

## Biografia
Simão nasceu na capital paulista, em 1908. Autodidata e fluente em inglês e francês, era oriundo de uma numerosa família, sendo seus pais imigrantes libaneses e seus irmãos, combatentes que lutaram na Revolução Constitucionalista de 1932. Apesar de possuir uma forte inclinação para a matemática, a rejeição da família a tal escolha o levou, inicialmente, a fazer o vestibular e ser aprovado para cursar engenharia química na Escola Politécnica de São Paulo.
Com a guerra civil ocorrida em 1932, ele teve de interromper o seu curso de engenharia e, com normalização da situação social em São Paulo, ele decidiu mudar de área, ingressando no curso de Química da recém fundada Universidade de São Paulo (USP).
Pioneiro na área da Química no Brasil, em 1935, ele foi um dos quatro graduados que compunham a primeira turma de Química formada pela Faculdade de Filosofia, Ciências e Letras da Universidade de São Paulo. Em 1942, ele se tornou o primeiro doutorando que defendeu uma tese de doutorado na USP.
A sua tese de doutorado "Sobre mercaptanas bivalentes e sulfeto-dimercaptanas", desenvolvida sob a orientação do professor Heinrich Rheinboldt, constituía um estudo sobre compostos orgânicos do enxofre. Esta pesquisa científica o permitiu obter uma bolsa da Fundação Rockefeller para aprofundar os seus estudos nos Estados Unidos da América, onde ele desenvolveu durante 2 anos as suas pesquisas de pós-doutoramento na Universidade de Wisconsin. Será nos EUA onde ele se casou com a estadunidense Ruth Ann.
Ao retornar ao Brasil, torna-se pesquisador e professor na USP. Em 1960, ele se tornou chefe do Departamento de Química da USP, tendo sido responsável pela organização espacial do departamento que levou à criação na década de 1970 de uma unidade autônoma: o Instituto de Química da USP.
Ele foi membro titular da Academia Brasileira de Ciências, sendo professor do Instituto de Química da USP até sua aposentadoria em 1978, quando passará os últimos anos dedicados à história da ciência.

## Contribuições à ciência
Tendo sido secretário da Sociedade Brasileira para o Progresso da Ciência (SBPC), entre 1969 a 1973, ele foi fundador da Sociedade Brasileira de Química (SBQ), em 1977, e da  Sociedade Brasileira de História da Ciência (SBHC), em 1985.
Considerado um dos grandes cientistas brasileiros, Mathias foi responsável pela construção e implementação do primeiro laboratório de físico-química no país e, também, foi pioneiro no ensino da Química no território brasileiro. Inclusive, foi o próprio Mathias quem construiu os aparelhos e as células dielétricas usadas no laboratório.
A pesquisa desenvolvida por Simão Mathias era voltada principalmente para o estudo da físico-química, com seus estudos sobre enxofre, e da história da ciência no Brasil.